# 湊 (指宿市)
湊（みなと）は、鹿児島県指宿市の町丁。郵便番号は891-0405。湊一丁目から湊四丁目までがあり、湊一丁目から湊四丁目までの全域で住居表示を実施している。人口は1,261人、世帯数は587世帯（2015年10月1日現在）。

## 地理
指宿市の東部に位置しており、逆瀬川流域に位置する。字域の北方には大牟礼、南方には湯の浜、西方には十二町がそれぞれ隣接しており、東方には鹿児島湾に面している。
字域の西端部を指宿枕崎線が通っており、南西部に指宿駅が所在している。また、西部を指宿駅と十二町の国道226号までを結ぶ鹿児島県道240号指宿停車場線が通っており、東部を鹿児島県道238号下里湊宮ケ浜線が東西に通っている。東部には漁港である指宿港が所在している。
主に指宿駅を中心として商業地域が構成されており、その他の区域は住宅地域となっている。

### 河川
- 逆瀬川

## 歴史
1981年（昭和56年）7月6日に十二町の一部で住居表示が実施されるのに伴い、十二町のうち字馬渡・大牟礼ノ上・福山・馬渡ノ下・馬場尻・湊野付・湊ノ前・松ケ平・大間瀬の各一部より「湊一丁目」、字湊田渕・永田・湊中通・前浜畑・湊ノ前・蟹田の各一部より「湊二丁目」、字稲荷ノ前・湊田渕・湊中通・浜畑・南浜畑の各一部より「湊三丁目」、字永田ノ下・大牟礼中・湯道・湯ノ本口・稲荷ノ後・稲荷山・稲荷ノ前・稲荷ノ上・湊田渕・古屋敷・永田の各一部より「湊四丁目」が設置された。
1987年（昭和62年）12月24日、1991年（平成3年）8月30日、同年9月2日に公有水面埋立地の区域を湊四丁目に編入した。
2006年（平成18年）1月1日には指宿市が山川町及び開聞町と新設合併し、新制の指宿市となったが、旧指宿市の区域では町名・大字名の変更は無く、住所の表示は従来通り（指宿市湊一丁目から指宿市湊四丁目）である。

### 字域の変遷
| 実施後           | 実施年             | 実施前         |
| ---------------- | ------------------ | -------------- |
| 湊一丁目（新設） | 1981年（昭和56年） | 十二町（一部） |
| 湊二丁目（新設） | 1981年（昭和56年） | 十二町（一部） |
| 湊三丁目（新設） | 1981年（昭和56年） | 十二町（一部） |
| 湊四丁目（新設） | 1981年（昭和56年） | 十二町（一部） |
| 湊四丁目（編入） | 1987年（昭和62年） | 公有水面埋立地 |
| 湊四丁目（編入） | 1991年（平成3年）  | 公有水面埋立地 |

## 人口

### 町丁別
世帯数・人口（2015年10月1日現在）
| 町丁     | 人口 | 世帯数 |
| -------- | ---- | ------ |
| 湊一丁目 | 230  | 112    |
| 湊二丁目 | 245  | 105    |
| 湊三丁目 | 269  | 127    |
| 湊四丁目 | 517  | 243    |

### 国勢調査
以下の表は国勢調査による小地域集計が開始された1995年以降の人口の推移である。
| 統計年             | 統計年 | 人口  | 人口 |
| ------------------ | ------ | ----- | ---- |
| 1995年（平成7年）  | [ 12 ] | 1,542 |      |
| 2000年（平成12年） | [ 13 ] | 1,451 |      |
| 2005年（平成17年） | [ 14 ] | 1,328 |      |
| 2010年（平成22年） | [ 15 ] | 1,357 |      |
| 2015年（平成27年） | [ 5 ]  | 1,261 |      |

## 施設

### 公共
- セントラルパーク指宿
- 指宿市ビジターセンター
- 湊児童公園
- 指宿港待合所

### 教育
- 指宿幼稚園
- 乗船寺保育園

### 寺社
- 乗船寺

## 小・中学校の学区
市立小・中学校に通う場合、学区（校区）は以下の通りとなる。
| 町丁     | 地区 | 小学校             | 中学校               |
| -------- | ---- | ------------------ | -------------------- |
| 湊一丁目 | 全域 | 指宿市立丹波小学校 | 指宿市立南指宿中学校 |
| 湊二丁目 | 全域 | 指宿市立丹波小学校 | 指宿市立南指宿中学校 |
| 湊三丁目 | 全域 | 指宿市立丹波小学校 | 指宿市立南指宿中学校 |
| 湊四丁目 | 全域 | 指宿市立丹波小学校 | 指宿市立南指宿中学校 |

## 交通

### 鉄道
九州旅客鉄道指宿枕崎線
- 指宿駅

### 道路
一般県道
- 鹿児島県道238号下里湊宮ケ浜線
- 鹿児島県道240号指宿停車場線

### 港湾
- 指宿港